# ماري لاكوست غرين لاوي
ماري لاكوست غرين لاوي، وُلدت في 19 أكتوبر عام 1867 في مونتريال وتوفت أيضًا في مونتريال في 1 نوفمبر عام 1945، كانت رائدة نسوية من مقاطعة كيبك والتي شاركت في تأسيس اتحاد القديس جان باتيست الوطني مع كارولين ديسوليس بيكي عام 1907، وهي منظمة شنت حملات من أجل الحقوق السياسية والاجتماعية للمرأة، إضافًة للعمل القانوني دافع الاتحاد أيضًا عن بعض الأسباب الاجتماعية مثل توفير اللبن للأطفال والأمهات، ومكافحة إدمان الكحول والمرض، وزيادة الوعي بمعدل وفيات الرضع، ومختلف القضايا الأخرى التي أثرت على حياة النساء.

## حياتها الشخصية
تزوجت ماري لاكوست من محامٍ يدعى هنري غرين لاوي، بشرط أن يمنحها الحرية لمواصلة حملتها من أجل حقوق المرأة. كانت في العشرين من عمرها عندما تزوجها وأنجب الزوجان أربعة أطفال.
كانت والدة ماري مثالًا للمرأة الصارمة. حيث كانت امرأة متدينة بعمق، فقد سعت إلى غرس القيم الحميدة في أطفالها مثل ضبط النفس وغيرها. تم تخفيف هذا النظام التأديبي إلى حد ما عن طريق زوجها الذي كان يتميز بروح الدعابة الجيدة، وتشجيعه المستمر لأطفاله على القراءة، ومناقشة القضايا المهمة في اليوم، والمشاركة في الأنشطة المختلفة مثل الغناء والرقص.
مثل كل الأعضاء الإناث في عائلة لاكوست، تم إرسال ماري إلى دير هوشيلاجا (Hochelaga Convent) المرموق. لكنها أثبتت أنها طالبة غير راغبة بذلك على الإطلاق، فقد كان الانضباط الصارم الذي تفرضه الراهبات يذكرها بوالدتها. بصفة مستمرة كانت ماري تقع في المشاكل مع معلميها، حيث تبنت موقف غير متعاون وغير مزاجي معهم. رفضت كل محاولات الراهبات لجعل خطها بالكتابة جيداً، وحتى نهاية حياتها، كان نصها غير قابل للقراءة إلى حد ما.

## مهنتها
بالإضافة إلى حملتها للحصول على المزيد من الحقوق القانونية للمرأة، لعبت غرين لاوي أيضًا دورًا هامًا في الدفاع عن التعليم الجامعي باللغة الفرنسية لنساء كيبك. إلى حد ما تم الاستجابة لرغباتها، حيث وافق رجال الدين الكاثوليك في كيبك على افتتاح أول كلية للنساء الناطقات بالفرنسية في عام 1908. في عام 1922، قادت غرين لاوي احتجاجًا على حق المرأة في التصويت في كيبك. كانت كيبك آخر مقاطعة كندية تمنح التصويت للنساء في عام 1940.
كانت غرين لاوي أستاذة بجامعة مونتريال، وخبيرة قانونية متعلمة ذاتيًا (كان والدها وزوجها محاميين، فتمكنت من الاطلاع على كتب القانون الخاصة بهما). كانت مؤلفة لكتابي قانون، معاهدة القانون المعتاد (Traité de droit usuel)، في عام 1902 والمرأة والقانون المدني (La femme et le code civil)، في عام 1929. في هذه الكتب، عارضت الموقف القانوني التبعي للمرأة المتزوجة. في هذا الوقت، لم يكن للمرأة سيطرة على أصولها المالية ولا تدخل قانوني في الشؤون المالية الخاصة بعائلاتهن. لذلك أرادت منح المزيد من الحقوق للنساء المتزوجات والمنفصلات حتى يستطعن السيطرة على ممتلكاتهن الخاصة، كذلك حق الوصاية القانونية للقاصرين. في عام 1929، أدلت غرين لاوي بشهادتها حول حقوق المرأة أمام لجنة دوريون. في عام 1931، تم تغيير القانون المدني في كيبك ليعكس التغييرات التي كانت جرين لاوي تدافع عنها.
تم اعتبارها كشخص ذو أهمية تاريخية وطنية من قبل مجلس المواقع والمعالم التاريخية في كندا في عام 1998.

## إرثها
غرين لاوي، والتي يتم الاحتفال بها اليوم كمثال للنسوية المبكرة، استخدمت القانون والتعليم لتعزيز قيم العدالة والإحسان والواجب تجاه المرأة، والتي رأت أنها ضرورية للحفاظ على كيبك والأسرة. والسبب في نشاطها الاجتماعي هو تصورها بأنه يجب أن تتمتع المرأة بالتعليم والسلطة اللازمين للقيام بأدوارهن بفعالية كزوجات وأمهات وأوصياء على الأخلاق داخل الأسرة والمجتمع ككل.
تم تسمية قاعة الأداء والمؤتمرات في المدرسة العليا للفنون المسرحية في جامعة كيبك مونتريال (École supérieure de théâtre at the Université du Québec à Montréal) نسبة لغرين لاوي، تقديراً لدورها في النضال من أجل المساواة لحقوق المرأة في كيبك، لا سيما الحقوق المدنية والسياسية، والمساواة في الوصول إلى التعليم، والمهن ومكان العمل. في عام 2012، تم تشييد نصب تذكاري تكريمًا للمرأة في السياسة (Monument en hommage aux femmes en politique) بالقرب من الجمعية الوطنية في كيبك لتكريم ماري غرين لاوي.